# Kenya i olympiska sommarspelen 1988
Kenya deltog i de olympiska sommarspelen 1988 med en trupp bestående av 74 deltagare, och totalt tog landet nio medaljer.

## Boxning
Lätt flugvikt
- Maurice Maina
  - Första omgången — Bye
  - Andra omgången — Besegrade Mohamed Haddad (Syrien), 4:1
  - Tredje omgången — Förlorade mot Chatchai Sasakul (Thailand), 0:5

Flugvikt
- Anthony Ikegu
  - Första omgången — Bye
  - Andra omgången — Förlorade mot Philippe Desavoye (Frankrike), RSC

Bantamvikt
- Steve Mwema
  - Första omgången — Bye
  - Andra omgången — Besegrade Rambahadur Giri (Nepal), RSC
  - Tredje omgången — Besegrade Alberto Machaze (Mozambiue), 5:0
  - Kvartsfinal — Förlorade mot Kennedy McKinney (USA), 0:5

Fjädervikt
- John Wanjau
  - Första omgången — Besegrade Laszlo Szöke (Ungern) på poäng
  - Andra omgången — Förlorade mot Regilio Tuur (Nederländerna) på poäng

Lättvikt
- Patrick Waweru
  - Första omgången — Förlorade mot Andreas Zülow (Östtyskland), 0:5

Lätt weltervikt
- David Kamau
  - Första omgången — Besegrade Abidnasir Shahab (Jordanien), RSC
  - Andra omgången — Besegrade Martin Ndongo-Ebanga (Kamerun), 5:0
  - Tredje omgången — Förlorade mot Sodnom Altansukh (Mongoliet), 0:5

Weltervikt
- Robert Wangila →  Guld
  - Första omgången — Bye
  - Andra omgången — Besegrade Đorđe Petronijević (Jugoslavien), RSC-2
  - Tredje omgången — Besegrade Khaidan Gantulga (Mongoliet), AB-2
  - Kvartsfinal — Besegrade Khristo Furnigov (Bulgarien), 5:0
  - Semifinal — Besegrade Jan Dydak (Polen), walk-over
  - Final — Besegrade Laurent Boudouani (Frankrike), KO-2

Lätt mellanvikt
- Mohamad Orungi
  - Första omgången — Bye
  - Andra omgången — Förlorade mot Apolinario Silveira (Angola), RSC-2

Mellanvikt
- Chris Sande →  Brons
  - Första omgången — Bye
  - Andra omgången — Besegrade Juan Montiel (Uruguay), KO-3
  - Tredje omgången — Besegrade Paul Kamela (Kamerun),  5:0
  - Kvartsfinal — Besegrade Francis Wanyama (Uganda), 5:0
  - Semifinal — Förlorade mot Henry Maske (Östtyskland), 0:5

Lätt tungvikt
- Joseph Akhasamba
  - Första omgången — Besegrade Jeffrey Nedd (Aruba), RSC-2
  - Andra omgången — Besegrade Sione Vaveni Talia'uli (Tonga), 5:0
  - Kvartsfinal — Förlorade mot Damir Škaro (Jugoslavien), 0:5

Tungvikt
- Harold Obunga
  - Första omgången — Bye
  - Andra omgången — Besegrade Tualau Fale (Tonga), RSC-1
  - Kvartsfinal — Förlorade mot Andrzej Golota (Polen), 0:5

Supertungvikt
- Chris Odera
  - Första omgången — Bye
  - Andra omgången — Förlorade mot Lennox Lewis (Kanada), domaren stoppade matchen

## Friidrott
Herrarnas 5 000 meter
- John Ngugi
  1. Första omgången — 13:47,93
  2. Semifinal — 13:24,43
  3. Final — 13:11,70 (→  Guld)

- Yobes Ondieki
  1. Första omgången — 13:58,24
  2. Semifinal — 13:22,85
  3. Final — 13:52,01 (→ 12:e plats)

- Charles Cheruiyot
  1. Första omgången — 13:43,11
  2. Semifinal — 13:38,44 (→ gick inte vidare)

Herrarnas 10 000 meter
- Kipkemboi Kimeli
  1. Första omgången — 28:00,39
  2. Final — 27:25,16 (→  Brons)

- Moses Tanui
  1. Första omgången — 28:20.98
  2. Final — 27:47.23 (→ 8th place)

- Boniface Merande
  1. Första omgången — 28:21,84
  2. Final — fullföljde inte (→ ingen notering)

Herrarnas 4 x 100 meter stafett
- Elkana Nyang'au, Kennedy Ondiek, Simeon Kipkemboi och Peter Wekesa
  1. Heat — 40,30
  2. Semifinal — 39,47 (→ gick inte vidare)

Herrarnas 4 x 400 meter stafett
- Tito Sawe, Lucas Sang, Paul Ereng och Simeon Kipkemboi
  1. Heat — 3:05,21
  2. Semifinal — 3:03,24
  3. Final — 3:04,69 (→ 8:e plats)

Herrarnas maraton
- Douglas Wakiihuri
  - Final — 2"10:47 (→  Silver)

Herrarnas 3 000 meter hinder
- Julius Kariuki
  1. Heat — 8:33,42
  2. Semifinal — 8:18,53
  3. Final — 8:05,51 (→  Guld)

- Peter Koech
  1. Heat — 8:31,66
  2. Semifinal — 8:15,68
  3. Final — 8:06,79 (→  Silver)

- Patrick Sang
  1. Heat — 8:36.11
  2. Semifinal — 8:16,70
  3. Final — 8:15,22 (→ 7:e plats)

Herrarnas 50 kilometer gång
- William Sawe
  - Final — 4'25:24 (→ 35:e plats)

Damernas 100 meter
- Joyce Odhiambo

Damernas 200 meter
- Joyce Odhiambo

Damernas 1 500 meter
- Susan Sirma

Damernas 3 000 meter
- Susan Sirma

Damernas maraton
- Pascaline Wangui
  - Final — 2"47,42 (→ 49:e plats)

Damernas 400 meter häck
- Rose Tata-Muya

## Landhockey
Herrar
Gruppspel
| Lag           | Spelade | W | D | L | GF | GA | Poäng |
| ------------- | ------- | - | - | - | -- | -- | ----- |
| Australien    | 5       | 5 | 0 | 0 | 19 | 3  | 10    |
| Nederländerna | 5       | 3 | 1 | 1 | 12 | 6  | 7     |
| Pakistan      | 5       | 3 | 0 | 2 | 15 | 8  | 6     |
| Argentina     | 5       | 2 | 0 | 3 | 8  | 12 | 4     |
| Spanien       | 5       | 1 | 1 | 3 | 6  | 10 | 3     |
| Kenya         | 5       | 0 | 0 | 5 | 5  | 26 | 0     |